# Hirshhorn Museum and Sculpture Garden
L'Hirshhorn Museum and Sculpture Garden è un museo di arte moderna e contemporanea a Washington.
L'edificio, fondato dal collezionista d'arte e filantropo Joseph Hirshhorn, espone oltre seimila opere fra cui esemplari di Pablo Picasso, Mark Rothko, Auguste Rodin, Jeff Koons, Alexander Calder, Henry Moore e Ron Mueck. Si è stimato che l'Hirshorn Museum accolga circa 700.000 visitatori ogni anno.

## Storia
Verso la fine degli anni trenta, il Congresso degli Stati Uniti iniziò a progettare un museo nazionale d'arte contemporanea da integrare alla National Gallery of Art, ma i lavori vennero avviati soltanto a partire dagli anni sessanta a causa della grande depressione e delle tensioni della seconda guerra mondiale. Nel 1966 venne avviata la costruzione dell'Hirshhorn Museum and Sculpture Garden che venne aperto nel 1974.